# Ophiorrhiza radicans
Ophiorrhiza radicans är en måreväxtart som beskrevs av George Gardner och George Henry Kendrick Thwaites. Ophiorrhiza radicans ingår i släktet Ophiorrhiza och familjen måreväxter. Inga underarter finns listade i Catalogue of Life.